# マルクス・ポエテリウス・リボ
マルクス・ポエテリウス・リボ（ラテン語: Marcus Poetelius Libo、生没年不詳）は、紀元前4世紀の共和政ローマの政治家・軍人。紀元前314年に執政官（コンスル）を務めた。

## 出自
プレブス（平民）であるポエテリウス氏族の出身。父も祖父もプラエノーメン（第一名、個人名）はマルクスである。

## 執政官（紀元前314年）
紀元前314年、リボは執政官に就任。同僚執政官はガイウス・スルピキウス・ロングスであった。両執政官は前年の独裁官（ディクタトル）クィントゥス・ファビウス・マクシムス・ルリアヌスから軍の指揮を受け継ぎ、反逆者が占拠したソラを攻略した；
その直後、両執政官は軍をアウソン族（en、アウルンキ族の一部族）に向け、12人のアウソン貴族がローマに加担したこともあり、アウソナ（現在のアウゾーニア）、ミントゥルノおよびウェスキア（en）を占領した。
その後、ルケリア（現在のルチェーラ）の住民がローマ駐屯兵をサムニウムに引き渡したことを知り、ローマ軍はアプリアに侵攻、最初の攻撃でルケリアを陥落させた。元老院ではルケリアの処置に関して長い議論がなされたが、結局2,500人のローマ人を植民させることとなった。一方で、カプアで反乱が準備されているとの噂が流れ、それに対処するためにガイウス・マエニウスが独裁官に任命された。
続いて二人の執政官が率いたローマ軍は、カンパニアでサムニウム軍と野戦を行い、たくみな戦いで勝利を収めた。
この勝利により、ロングスのみがローマで凱旋式を実施している。

## 騎兵長官（紀元前313年）
紀元前313年、ガイウス・ポエテリウス・リボ・ウィソルスが独裁官に任命された。ウィソルスはリボをマギステル・エクィトゥム（騎兵長官）に指名し（マルクス・フォスリウス・フラッキナトルとの説もある）、共にノラ（現在のノーラ）に向かった。
この勝利に関しては、執政官ガイウス・ユニウス・ブブルクス・ブルトゥスによるとする資料もある。

## 参考資料
- ティトゥス・リウィウス『ローマ建国史』
- ディオドロス『歴史叢書』
- T. Robert S., Broughton (1951). The Magistrates of the Roman Republic . Volume I, 509 BC - 100 BC (in English). I, number XV. New York: The American Philological Association. 5 page
- この記事には現在パブリックドメインである次の出版物からのテキストが含まれている: Smith, William, ed. (1870). "M. Poetelius". Dictionary of Greek and Roman Biography and Mythology (英語).